# Come nelle favole
Come nelle favole è un singolo del cantautore italiano Vasco Rossi, il secondo estratto dall'antologia VascoNonStop e pubblicato il 17 marzo 2017. La canzone è stata scritta con la collaborazione di Saverio Principini agli Speakeasy Studios di Los Angeles, dove venne registrato un primo arrangiamento della canzone.

## Tracce
1. Come nelle favole – 4:13